# Ophiotauros

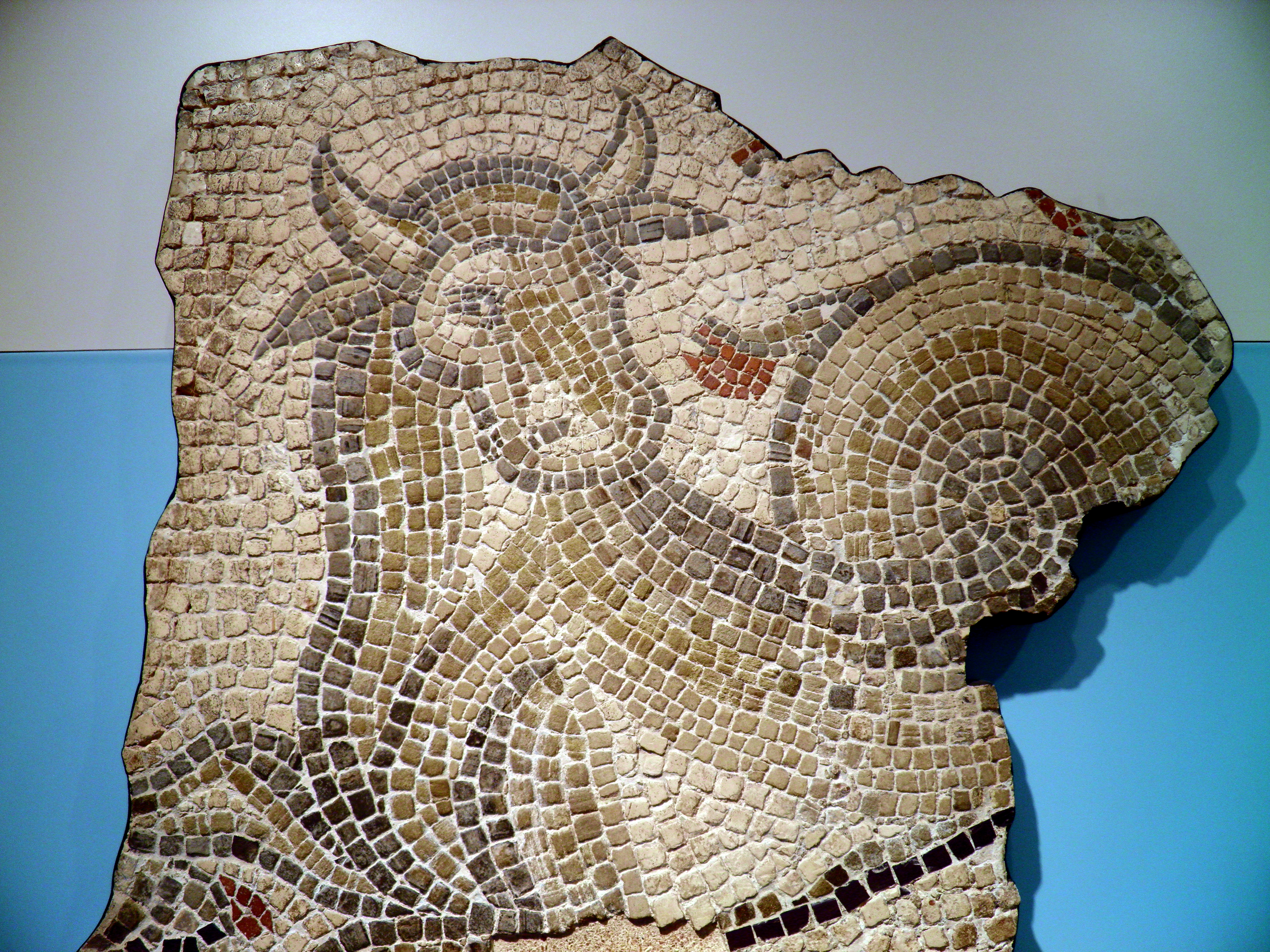
Mosaik im Yorkshire Museum, York

Der Ophiotauros (altgriechisch Ὀφιοταῦρος Ophiotaúros, deutsch ‚Schlangenstier‘) ist ein Mischwesen der griechischen Mythologie aus Schlange und Stier.
Im Mythos ist er ein Sohn der Gaia. Er besitzt das Vorderteil eines Stieres und das Hinterteil einer Schlange. Einer Prophezeiung der Moiren zufolge wird derjenige, welcher die Eingeweide der Bestie in einem Feuer opfert, die Macht über die Olympier gewinnen. Daher ließ Zeus den Ophiotaurus von Styx bewachen.
Dennoch gelang es dem Riesen Aigaion (bzw. Briareos), die Kreatur mit einer Adamant-Axt zu erlegen. Anschließend bereitete er die Opferung der Innereien vor. Der Riese galt als Verbündeter der Titanen und die Opferung hätte einen Sieg gegen die olympischen Götter in der Titanomachie bedeutet. Daher schickte Zeus einen Milan, um die Eingeweide davonzutragen. Das gelang dem Vogel und die Prophezeiung blieb unerfüllt.